# أنطونيو إسكالانتي
أنطونيو إسكالانتي (بالإسبانية: Antonio Escalante)‏ مواليد 3 يونيو 1985 في سيوداد خواريز، ولاية شيواوا، المكسيك، هو ملاكم محترف مكسيكي يصنف ضمن فئة وزن الريشة.

## إحصائيات
خاض خلال مسيرته 36 نزالا، فاز في 29 ولم يتعادل وخسر في 7. فاز بالضربة القاضية في 20 نزالا.

## وصلات خارجية
- أنطونيو إسكالانتي على موقع بوكس ريك (الإنجليزية) (registration required)
- الموقع الرسمي